# 究極ガイド 2時間でまわる☆☆☆
『究極ガイド 2時間でまわる☆☆☆』は、日本放送協会(NHK)で放送されている、日本や世界各地の観光名所の見どころを、2時間にまとめて紹介するテレビ番組。現在は、NHK BSプレミアム4K・NHK BS8Kで放送されている。

## 概要
2023年3月11日から放送開始。

「日本人の観光地で過ごす平均時間は2時間」というアンケート結果に基づき、国内外の観光名所を、2時間でまれるルートを紹介している。

ナレーションは毎回異なり、観光地の案内役と観光客という設定でナレーションを行っている。

## 放送内容
| 初回放送日 | 観光名所             | 語り                                     |
| ---------- | -------------------- | ---------------------------------------- |
| 3月11日    | 嵐山                 | 永作博美、宮澤エマ                       |
| 3月25日    | ピラミッド           | 夏木マリ、勝地涼                         |
| 5月30日    | 東大寺               | 尾野真千子、向井理                       |
| 6月27日    | アンコールワット     | 林遣都、大塚寧々                         |
| 7月25日    | 大英博物館           | 上白石萌音、井上芳雄                     |
| 8月20日    | 清水寺               | 夏木マリ 、工藤阿須加                    |
| 8月29日    | 姫路城               | 杉本哲太、ともさかりえ                   |
| 9月26日    | ルーブル美術館       | 南海キャンディーズ(山里亮太、しずちゃん) |
| 12月26日   | モン・サン・ミシェル | 藤井隆、乙葉                             |

| 初回放送日 | 観光名所             | 語り                             |
| ---------- | -------------------- | -------------------------------- |
| 1月30日    | 出雲大社             | 寺島しのぶ、森崎ウィン           |
| 3月20日    | 浅草寺               | 春風亭一之輔、貫地谷しほり       |
| 3月26日    | ヴェルサイユ宮殿     | ミッツ・マングローブ、松尾スズキ |
| 3月31日    | メトロポリタン美術館 | 田中みな実、加藤清史郎           |
| 4月6日     | プラハ歴史地区       | 松下奈緒、鈴木浩介               |
| 7月6日     | 江の島               | 高島礼子、田中哲司               |
| 8月3日     | ポンペイ             | 瀬戸康史、平岩紙                 |
| 9月7日     | マチュピチュ         | 満島真之介、松本穂香             |
| 10月5日    | 平泉                 | 要潤、美村里江                   |
| 11月2日    | フィレンツェ歴史地区 | とよた真帆、三浦翔平             |
| 12月7日    | エジプト・王家の谷   | 安田顕、ファーストサマーウイカ   |

| 初回放送日 | 観光名所         | 語り                     |
| ---------- | ---------------- | ------------------------ |
| 1月4日     | ハリウッド       | 吉田羊、玉置玲央         |
| 1月23日    | 厳島             | 土屋太鳳、石黒賢         |
| 3月1日     | アルハンブラ宮殿 | 西田尚美、マキタスポーツ |
| 4月5日     | 兵馬俑           | 青木崇高、馬場園梓       |
| 5月3日     | 南仏・アルル     | 八嶋智人、田畑智子       |